# Newmains
Newmains är en ort i Storbritannien. Den ligger i kommunen North Lanarkshire och riksdelen Skottland, i den centrala delen av landet, 500 km nordväst om huvudstaden London. Newmains ligger 166 meter över havet och antalet invånare är 5 094.
Terrängen runt Newmains är lite kuperad, och sluttar västerut. Runt Newmains är det tätbefolkat, med 266 invånare per kvadratkilometer. Närmaste större samhälle är Wishaw, 2,1 km väster om Newmains. Trakten runt Newmains består i huvudsak av gräsmarker.